# Ödstjärnen (Bjärtrå socken, Ångermanland)
Ödstjärnen är en sjö i Kramfors kommun i Ångermanland och ingår i Nätraån-Ångermanälvens kustområde. Sjön har en area på 0,207 kvadratkilometer och ligger 24,2 meter över havet.

## Delavrinningsområde
Ödstjärnen ingår i det delavrinningsområde (698100-160692) som SMHI kallar för Rinner mot Kramforsfjärden sek namn. Medelhöjden är 92 meter över havet och ytan är 35,65 kvadratkilometer. Det finns inga avrinningsområden uppströms utan avrinningsområdet är högsta punkten. Avrinningsområdets utflöde mynnar i havet, utan att ha någon enskild mynningsplats. Avrinningsområdet består mestadels av skog (79 procent). Avrinningsområdet har 0,34 kvadratkilometer vattenytor vilket ger det en sjöprocent på 1 procent. Bebyggelsen i området täcker en yta av 1,7 kvadratkilometer eller 5 procent av avrinningsområdet.